# Kanton Pagador
Der Kanton Pagador ist ein Gemeindebezirk im Departamento Oruro im südamerikanischen Anden-Staat Bolivien.

## Lage im Nahraum
Der Cantón Pagador ist einer von siebzehn Kantonen in dem Landkreis (bolivianisch: Municipio) Sabaya in der Provinz Sabaya. Er grenzt im Norden an den Kanton San Antonio de Pitacollo, im Westen und Süden an den Kanton Pisiga Bolívar Sucre, im Osten an den Kanton Villa Vitalina, und im Nordosten an den Kanton Cahuana.
Der Kanton erstreckt sich zwischen etwa 19° 07' und 19° 15' südlicher Breite und 68° 30' und 68° 37' westlicher Länge, er misst von Norden nach Süden bis zu 15 Kilometer, von Westen nach Osten etwa 10 Kilometer. Im südlichen Teil des Kantons liegt der zentrale Ort des Kantons, Pagador, gleichzeitig einzige Ortschaft mit 134 Einwohnern (Volkszählung 2001). Die mittlere Höhe des Kantons ist 4000 m.

## Geographie
Der Kanton Pagador liegt am Westrand des bolivianischen Altiplano und wird nach Westen durch die Ausläufer der Cordillera Occidental begrenzt, nach Norden durch die beiden erloschenen Stratovulkane Tata Sabaya (5430 m) und Cerro Separaya (5530 m).
Das Klima der Region ist semiarid, der Jahresniederschlag liegt bei nur 200 mm (siehe Klimadiagramm Sabaya). Von April bis November herrscht Trockenzeit mit Monatswerten von weniger als 10 mm Niederschlag, die Feuchtezeit im Sommer ist kurz und der Regen wenig ergiebig. Die Jahresdurchschnittstemperatur liegt bei knapp 7 °C ohne wesentliche Schwankungen im Jahresverlauf, aber mit starken Tagesschwankungen der Temperatur und häufigem Frostwechsel.
Die Vegetation in der Region entspricht der semiariden Puna. Sie ist baumlos und setzt sich vor allem aus Dornsträuchern, Gräsern, Sukkulenten und Polsterpflanzen zusammen. Sie wird wirtschaftlich als Lama-, Alpaka- und Schafweide genutzt.

## Bevölkerung
Die Bevölkerungszahl in dem Kanton ist im letzten Jahrzehnt des vergangenen Jahrhunderts deutlich angestiegen:
- 1992: 42 Einwohner (Volkszählung 1992)[3]
- 2001: 134 Einwohner (Volkszählung)[4]
- 2010: Neuere Daten liegen noch nicht vor

Die Bevölkerungsdichte des Municipio Sabaya bei der Volkszählung 2001 betrug 1,3 Einwohner/km², im Kanton Pagador liegt sie bei 0,6 Einwohner/km². Die Lebenserwartung der Neugeborenen im Municipio Sabaya lag im Jahr 2001 bei 54,9 Jahren. 
Der Alphabetisierungsgrad bei den über 19-Jährigen im Municipio Sabaya beträgt 94 Prozent, und zwar 98 Prozent bei Männern und 89 Prozent bei Frauen (2001).
Die Region weist einen hohen Anteil an Aymara-Bevölkerung auf, im Municipio Sabaya sprechen 62,9 % der Bevölkerung die Aymara-Sprache.

## Gliederung
Der Cantón Pagador hat eine Fläche von etwa 230 km² ist nicht weiter in Subkantone (vicecantones).